# Де Фриз, Мартин Геритсон
Де Фриз Мартин Геритсон (нидерл. Maarten Gerritszoon de Vries; 18 февраля 1589 года — около 1647 года) — нидерландский мореплаватель, известный своим плаванием на корабле «Кастрикум» в 1643 году из Батавии на Яве в район современных Сахалина и Курильских островов. Де Фриз и его спутники стали первыми европейцами, открывшими эти острова и положившими на карту их берега. Морская карта «Iaponiae Terrae Esonis» с изображением маршрута плавания и промерами глубин, изданная И. Янссонием в Амстердаме в 1650 г., послужила образцом для карт Тартарии (Сибири) Ф. де Вита (1670-е), И.Ф. Страленберга (1730), «Наследников Хоманна» (1739) и первой генеральной карты России И.К. Кирилова 1734 года. Карта 1643 г. повлияла на изображение о. Сахалина в виде двух островов на генеральных картах России всего XVIII века. . Пролив, разделяющий современные острова Итуруп и Уруп, в 1643 г. был назван голландцами в честь М. де Фриза "Straet de Vries". Это имя, как и имена южных мысов Сахалина - Анива (= C. Aniwa) и Терпения (= C. van Patientia), продолжают жить на картах наших дней.

## Ранняя биография Де Фриза
Маартен Герритсен Де Фриз родился 18 февраля 1589 года в нидерландском городе Харлинген в провинции Фрисланд. Род его занятий до 1622 года неизвестен. В 1622 году Де Фриз прибыл в Батавию в качестве матроса. В дальнейшем он поступил на службу в Голландскую Ост-Индскую компанию и первоначально исполнял обязанности картографа. В дальнейшем был повышен в чине до шкипера, а позднее до капитана. В 1640—1641 годах служил на острове Формоза и составил его карту, получившую высокие оценки современников. Кроме того, Де Фриз создал лоцию для плавания между Батавией и Японией. В 1642 году Де Фриз участвовал в захвате испанской крепости Квелонг на Формозе и был отмечен наградой.

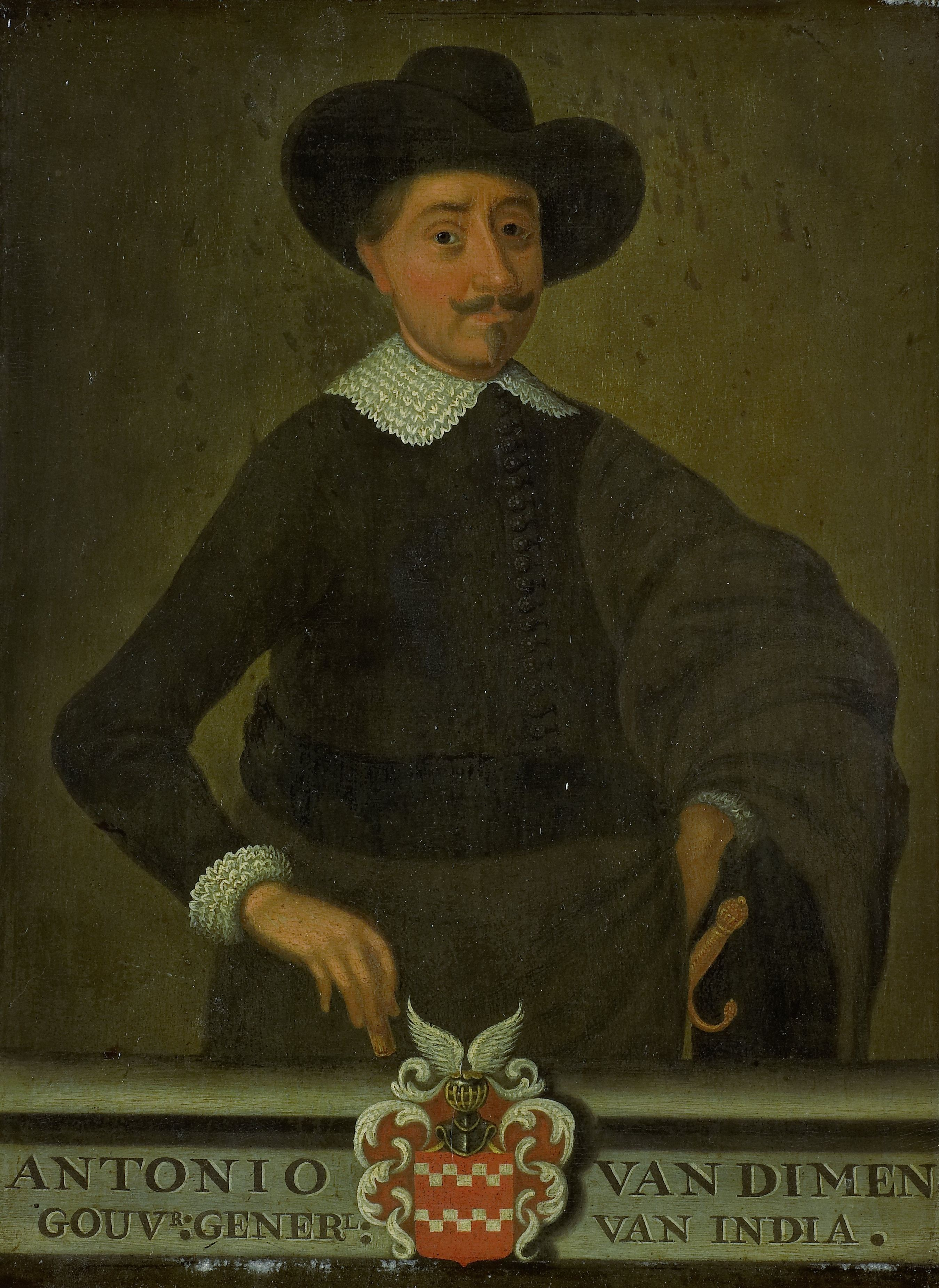
Антони ван Димен — организатор экспедиции Де Фриза.

## Предыстория экспедиции Де Фриза
Стремление голландцев исследовать земли, лежащие к северо-востоку от Японии, были вызваны преданиями об островах Хриса и Аргира (Золотом и Серебряном), находящихся близ восточного берега Азии. Такие рассказы были впервые записаны римскими географами I века н. э. Помпонием Мелой и Плинием Старшим, а также в анонимном «Перипле Эритрейского моря». Тексты античных учёных были изданы вскоре после изобретения книгопечатания. Создатель первого географического атласа мира Абрахам Ортелиус в 1570 г. поместил на карте Тартарии комментарий с упоминанием острова Хрисы, в 1589 г. на карте Тихого океана к северу от Японии изобразил Серебряный остров (Аргиру). Атлас Ортелиуса был издан более чем сорока изданиями между 1570 и 1612 годами на латинском и нескольких европейских языках. В 1618-19 в двухтомном атласе древнего мира Петера Бертиуса была посмертно опубликована, выгравированная в 1598 г. Абрахамом Ортелиусом, Пейтингерова Таблицв — копия XIII века изображения римских дорог всего мири, составленного около V века н. э. На пергаменном манускрипте Пейтингеровой Таблицы в Океане близ восточного берега изображены три безымянных острова. На гравюре, выпущенной в начале XVII века в Амстердаме, один из этих островов получил имя — Ins. Argirsa (Серебряный). Вероятно, высокий авторитет Абрахама Ортелиуса и популярность его атласа, подали мысль руководителям Голландской Ост-Индской компании, котороая обосновалась в начале XVII века на о. Ява, найти богатый серебром остров.
С начала XVII века Голландская Ост-Индская компании заняла прочное положение в Юго-Восточной Азии. Её управляющий в 1636—1645 годах Антони ван Димен, бывший крайне энергичным и склонным к новым предприятиям человеком, решил искать Серебряный остров. В 1639 году ван Димен отправил на эти поиски экспедицию во главе с Маттиасом Квастом. Кваст принял командование над кораблем «Энгел», кораблем «Графт» командовал Абел Тасман, ставший также штурманом экспедиции. Экспедиция отплыла из Батавии 2 июня 1639 года, имея на борту двух своих кораблей 90 человек. Первоначально голландцы двигались на север, проводя исследования встречающихся на пути островов, затем, достигнув 37° северной широты у острова Хонсю, повернули на восток. Однако на кораблях началась эпидемия, которая унесла жизни большей части команды. Выжившие участники экспедиции сожги один корабль и на втором вернулись в Батавию через Восточно-Китайское и Южно-Китайское моря. На борту «Графта» к тому времени осталось в живых семь человек, включая Абела Тасмана.

## Экспедиция Де Фриза к Сахалину и Курилам

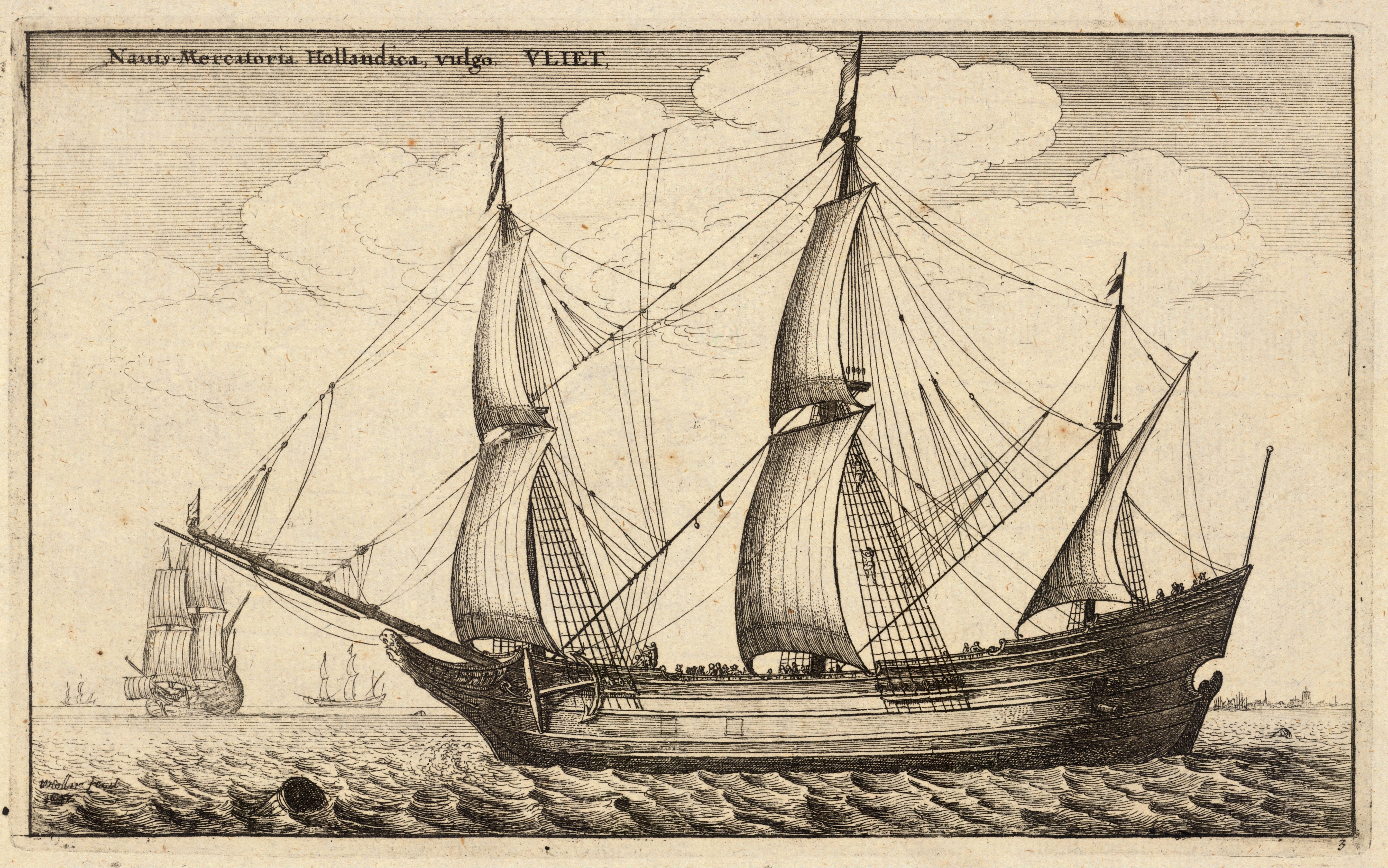
Голландский флейт середины XVII века. К этому типу принадлежал «Кастрикум».

Несмотря на неудачу, постигшую экспедицию Кваста и Тасмана, ван Димен не отказался от идеи найти новые богатые земли к северу от Японии. В 1643 году он организовал новую экспедицию «для исследования неизвестного восточного побережья Тартарии, королевства Китая и западного побережья Америки, а также островов восточнее Японии, богатых золотом и серебром». Поскольку Абел Тасман в это время исследовал Австралию, руководителем новой экспедиции был назначен Маартен Де Фриз. Он получил под своё командование два корабля: флейт «Кастрикум» и яхту «Брескенс», которой командовал Хендрик Корнеллисен Схаап.
Экспедиция началась 3 февраля 1643 года, когда «Кастрикум» и «Брескенс» покинули Батавию и направились на север. 20 мая 1643 года они достигли островов Нампо. На следующий день, 21 мая 1643 года, во время сильного шторма, корабли голландцев потеряли друг друга и дальше действовали поодиночке. Сохранился бортовой журнал корабля «Кастрикум», который вёл первый помощник капитана Корнелис Янсен Кун. Де Фриз вел свой корабль вдоль восточного побережья Хонсю и 6 июня достиг мыса Эримо на острове Хоккайдо, где впервые встились голландцы и местные жители.

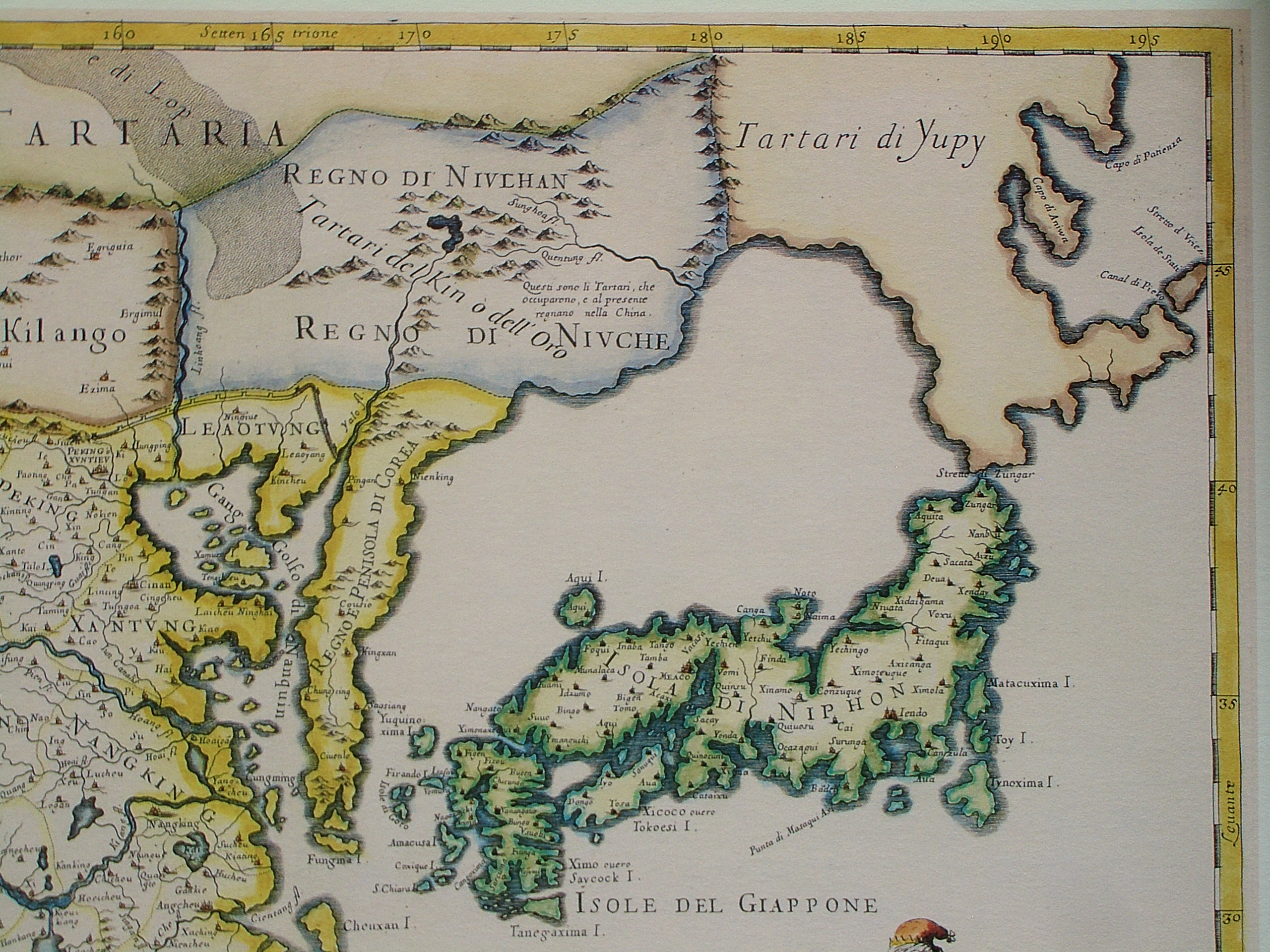
Фрагмент итальянской карты 1682 года, где обозначены полуостров Земля Юпи, «пролив де Фриза» и «Остров Штатов».

13 июня 1643 года «Кастрикум» приблизился к Малой Курильской гряде и встретил в море лодки айнов, поднявшихся на борт корабля и сообщивших голландцам, что те находятся у острова Такотекан (Шикотан). 14 июня 1643 года проплыли вдоль  берега Кунашира, но не определили, что это остров. Продолжая плавание в северо-восточном направлении, 20 июня 1643 года голландцы обнаружили остров и дали ему имя остров Штатов (ныне это о. Итуруп). В проливе между островом Штатов и следуюшим островом, который они назвали Землёй Компании (ныне это о. Уруп), голландцы провели пять суток, неоднократно высаживаясь на берег. Этот пролив они назвали именем капитана «Кастрикума». Пролив и сейчас носит это имя - пр. де Фриза. В этом  месте экспедиция провела пять суток, неоднократно высаживаясь на берег острова. Позднее картографы посчитали берег этого острова мысом Северной Америки. Такое представление основывалось на картах конца XVI века, на которых севернее Калифорнии побережье Северной Америки близко подходит к берегу Азии. 22 июня 1643 года На этом берегу голландцы обнаружили руду серебристого цвета и набрал её полный мешок. При проверке оказалось, что эта руде растворяется в воде. Серебра не нашли. 23 июня 1643 года де Фриз установил на плоской вершине высокой горы Земли Компании деревянный крест и объявил эту территорию собственностью Голландской Ост-Индской компании.
27 июня 1643 года «Кастрикум» покинул пролив де Фриза. 1 июля 1643 года голландцы увидели гору, названную ими пик Антония - современный вулкан Тятя. В течение восьми дней голландцы стояли у северо-западной оконечности Кунашира, высаживались на берег и пытались обследовать пролив Екатерины между Кунаширом и Итурупом, "но потерпев неудачу, отметив сильное течение". После этого Де Фриз направился к берегу Тартарии (Восточной Азии).
14 июля 1643 года «Кастрикум» вошёл в залив, которому дали имя Aniwa залив Анива. Голландцы видели неизвестные берега на северо-западе и северо-востоке и берег земли, которую назвали t'Landt van Eso — ныне о. Хоккайдо. Густой туман не позволил им увидеть пролив, современный пролив Лаперуза. Поэтому на карте плавания Сахалин и Хоккайдо изображены единой землёй. 16 июля 1643 года корабль экспедиции подошёл к берегу и участники экспедиции были дружелюбно встречены айнами, которые снабдили голландцев рыбой — лососем и сельдью. Серебряные украшения, увиденные у айнов, вызвали у Де Фриза большой интерес, и он отправил на берег своего помощника Куна с задачей выяснить происхождение серебра. Дважды встретившись с айнами, Кун не смог выполнить поручения, но получил от айнов адекватные географические сведения, однако Де Фриз истолковал их неправильно.
20 июля 1643 года Де Фриз обогнул мыс мыс Анива и двинулся вдоль северо-восточного побережья Сахалина. 26 июля 1643 года он обнаружил большой залив и назвал его юго-восточную оконечность Caep van Patientia. Впоследствии весь залив стали называть заливом Терпения. Моряки экспедиции видели вершины Камышового хребта, покрытые снегом. Кун с матросами дважды высаживался на берег в районе мыса Терпения. 27 июля 1643 года голландцы в последний раз встретили айнов. 28 июля 1643 года экспедиция обнаружила небольшой остров, населённый множеством морских котиков и птиц. Де Фриз назвал его остров Тюлений. Попытка пройти дальше к северу не имела успеха из-за сильного встречного ветра, и Де Фриз повернул назад. Двигаясь на юго-восток, «Кастрикум» достиг пролива де Фриза и поплыл к Батавии.
Экспедиция 1643 г. вернулась с морской картой открытых берегов и островов к северу от Японии. 
Руководители Ост-Индской компании потеряли интерес к исследованию этой части Океана. В связи с этим, карта открытий: «Nova et Accvrata Iaponiae. Terrae Esonis. ac Insularum adjacentiam... Apud Ioannem Ianssonium» оказалась не документом "для служебного пользования", а попала к картографам Амстердама. Кроме этого, иезуиты в Пекине переслали в Рим карту "Земли Есзо". Например, на карте мира: "Nova et Esatta Tavola del Mondo o Terra Vniversale di Michele Antonio Bavdrand Parigino... 1658", изданная J.J. Rossi в Риме, на карте Тартарии: «Tabula Tartariae et majoris partis Regni Chinae. edita a F. de Wit.» в Амстердаме в 1660-е.

## Дальнейшая судьба Де Фриза
В 1646 году Де Фриз был назначен командующим голландскими силами, предназначенными для захвата Манилы. Возглавив вторжение на Филиппины, Де Фриз принял участие в серии сражений в Манильском заливе. Несмотря на значительное военное превосходство голландцев, испанским силам удалось отбить все атаки и нанести противнику тяжёлый урон. Кроме того, на голландских кораблях, маневрировавших у побережья Филиппин, вспыхнула эпидемия, в ходе которой умерло более 600 человек. В числе скончавшихся оказался и Маартен Де Фриз. Точная дата его смерти неизвестна, но предположительно это произошло в начале 1647 года. Маартен Герритсен Де Фриз был похоронен в море.